# ابوطلحه انصاری
ابوطلحه زید بن سهل بن الاسود بن حرام خزرجی از صحابه پیامبر اسلام محمد و از انصار بود. او از قبیله بنو خزرج بود، که بعد از هجرت به انصاری معروف شد. او بیشتر به عنوان مبارزی دلاور و تیرانداز ماهر اوایل دوره اسلامی شناخته می‌شد. معروف بود که ابوطلحه سوارکار محمد بود. و در بیعت عقبه و جنگ‌های بدر، احد و خیبر در کنار محمد بود.